# پیخوویتسه
پیخوویتسه (به لهستانی:  Piechowice) یک منطقهٔ مسکونی در لهستان است که در شهرستان یلنگا گورا واقع شده‌است. پیخوویتسه ۴۳٫۲۲ کیلومتر مربع مساحت و ۶٬۴۹۴ نفر جمعیت دارد.